# Svarttjärnen (Vilhelmina socken, Lappland, 721117-149878)
Svarttjärnen är en sjö i Vilhelmina kommun i Lappland och ingår i Ångermanälvens huvudavrinningsområde. Sjön har en area på 0,0482 kvadratkilometer och ligger 541,4 meter över havet.

## Delavrinningsområde
Svarttjärnen ingår i det delavrinningsområde (721427-149807) som SMHI kallar för Ovan Rekanbäcken. Medelhöjden är 526 meter över havet och ytan är 28,9 kvadratkilometer. Räknas de 51 avrinningsområdena uppströms in blir den ackumulerade arean 303,13 kvadratkilometer. Marsån som avvattnar avrinningsområdet har biflödesordning 2, vilket innebär att vattnet flödar genom totalt 2 vattendrag innan det når havet efter 337 kilometer. Avrinningsområdet består mestadels av skog (84 procent). Avrinningsområdet har 0,27 kvadratkilometer vattenytor vilket ger det en sjöprocent på 0,9 procent.